# Al otro lado de la ciudad
Al otro lado de la ciudad es una película española dirigida por Alfonso Balcázar y estrenada en el año 1962.

## Argumento
Una joven aprovecha sus encantos para conseguir una mejor posición en la vida, pero resulta asesinada por una amante despechada. La actuación de la actriz italiana Alida Valli se considera uno de los aspectos más destacables de esta película.